# Videotex Nederland
Videotex Nederland BV (VTN) was de Nederlandse exploitant van videotex-diensten. Het bedrijf werd in 1989 opgericht als zelfstandig dochterbedrijf van PTT om de opvolger van Viditel commercieel in de markt te zetten, en 10 jaar later verdween de naam nadat in 1997 de videotexdiensten al waren gestaakt.

## Geschiedenis
Aan het einde van de jaren tachtig van de twintigste eeuw stond de wereld aan het begin van ontwikkelingen op het gebied van data- en telecommunicatie. Hoewel niemand toen nog kon overzien hoe groot de impact zou zijn van de komende ontwikkelingen was het wel duidelijk dat het monopolie op communicatie gebied van het staatsbedrijf PTT verleden tijd was.
Toen de toenmalige PTT de opvolger van hun informatiedienst Viditel wilde lanceren, richtte zij het zelfstandige dochterbedrijf Videotex Nederland BV (VTN) op.
VTN had als taak de nieuwe videotexdienst, als opvolger van Viditel, op een meer commerciële manier te gaan exploiteren dan het staatsbedrijf dat zelf zou kunnen. VTN was verantwoordelijk voor het administratieve en commerciële beheer van de nieuwe dienst; het puur technische beheer werd ondergebracht bij de netwerkbeheerders van Datanet 1, dit vanwege de technische raakvlakken met dit openbare pakketgeschakeld netwerk.
In tegenstelling tot de oude dienst Viditel moest de nieuwe dienst breed in de markt gezet worden en was nadrukkelijk ook gericht op particuliere gebruikers.
Toen de belangstelling voor videotexdiensten afnam door de opkomst van internet, is de organisatie nog een aantal jaren gebruikt als moederbedrijf van Planet Internet en HetNet – twee internetproviders van KPN.

## Commerciële opzet
Als min of meer zelfstandig dochterbedrijf zou VTN beter in staat zijn om de snelle ontwikkelingen op het gebied van data- en telecommunicatie te volgen. VTN hield zich alleen bezig met de administratieve en commerciële zaken: het technische beheer van de infrastructuur werd uitbesteed aan de PTT (die dat bedrijfsonderdeel later inbracht in Unisource Business Networks).
De potentiële aanbieders van informatiediensten via het nieuwe videotex-netwerk moesten een abonnement hebben bij VTN en een vaste aansluiting op het pakketgeschakelde netwerk Datanet 1. De dienstaanbieder kon kiezen uit een aantal tarieven welke de eindgebruikers moesten betalen voor het gebruiken van zijn dienst. Tarieven varieerden van (bijna) gratis tot (bijna) één gulden per minuut (= ca. € 0,45 per minuut).
Per maand kregen alle klanten van VTN een overzicht met daarop het aantal sessies en het totale aantal gebruikers-minuten er verbinding was gemaakt met hun dienst. Op basis daarvan stuurden de dienst aanbieders vervolgens een factuur aan VTN voor betaling van hun opbrengst. Deze werkwijze was nodig vanwege toen geldende wetten.

## Verschillende tarieven
De dienst aanbieders konden zelf bepalen welk eindgebruikers tarief van toepassing was voor toegang tot hun dienst. Er bestonden een zevental tarieven variërend van ongeveer 2 cent per minuut (gelijk aan kosten lokaal telefoongesprek) tot bijna één gulden per minuut. (Ten tijde van VTN waren telefoonkosten gebaseerd op tikken van +/- 15 cent)
Afhankelijk van het gekozen tarief was een dienst bereikbaar door verbinding te maken met de modems achter de speciale tarief nummers 06-7xxx (in deze tijd zou men 09xx nummers gebruiken)
Bij het laagste tarief moest een aanbieder betalen voor elke gebruikersminuut maar vanaf het tarief van 37,5 cent/minuut (€0,17) ontving de aanbieder een deel van de omzet.
Eindgebruikers konden aan het gebruikte telefoonnummer herleiden wat betreffende dienst kostte: 06-7100 was de voordeligste en kostte evenveel als een lokaal telefoongesprek en 06-7900 de duurste: 99 cent per minuut (€0,45). Dit laatste tarief was destijds het maximale tarief wat mocht gelden voor een bijzonder tarief nummer.

## Technische opzet
Als basis gold het videotex-protocol net zoals bij het reeds bestaande Viditel. Eindgebruikers kozen het inbelnummer waarop de gewenste dienst bereikbaar was. Via centrale modems bij de Bijzonder Tarief Centrale in Rotterdam kreeg men verbinding met een Videotex Access Processor (VAP), wat in feite een X.25 PAD was met extra software om het videotex-protocol te ondersteunen en het menu te versturen.
Nadat het menu op het scherm van de gebruiker was verschenen kon deze de door hem gewenste dienst kiezen door de naam van de dienst in te typen. Als de gebruiker een bestaande dienst invoerde die via het gebruikte telefoonnummer bereikbaar was zette de VAP vervolgens een virtual circuit (SVC) op met het Datanet 1 adres van de host van de dienstaanbieder.
Afhankelijk van de gebruikte server software werd het speciale videotex-protocol gebruikt tussen de VAP en de host of er werd een transparante'verbinding opgezet.
In het eerste geval interpreteerde de VAP een deel van de gebruikers-input en handelde een deel van de scherm-opbouw af. Bij de transparante optie moest de host dit zelf doen en ging daardoor minder efficiënt om met de beschikbare bandbreedte tussen de VAP en de host.
De kosten opbouw van Datanet 1 was in principe gebaseerd op tijd en volume,maar dat gold niet voor verbindingen opgezet door een VAP: de verkeerskosten werden niet in rekening gebracht. (Een vergelijkbare bijzondere status van de externe klant VTN gold voor de opbrengsten van de bijzonder tarief nummers: een normale houder van een hoog tarief 06-nummer kreeg slechts een deel van de opbrengst uitgekeerd, VTN ontving het gehele bedrag: VTN was overduidelijk geen normale klant en genoot voordelen die tegenwoordig direct door de OPTA verboden zouden worden).

## Privé diensten
Naast de openbare diensten achter de telefoonnummers 06-7100 t/m 06-7900 beheerde VTN ook een aantal privé videotex diensten die alleen toegankelijk waren voor abonnees. Het principe was gelijk aan de openbare diensten van VTN alleen moest een gebruiker zich authentificeren met gebruikersnaam en wachtwoord zodra de modemverbinding tot stand was gebracht en voordat je een specifieke dienst kon kiezen. Deze besloten diensten hadden elk hun eigen inbelnummer en de authenticatie werd afgehandeld door de VAP.
De grootste en bekendste toepassingen waren TravelNet voor de reisbranche en RDWNet voor de autobranche en in eerste instantie opgezet voor het afmelden van APK keuringen.

## Het einde
De mogelijkheden van videotex waren behoorlijk beperkt, vooral qua grafische mogelijkheden. Veel gebruikers namen na een kort gebruik van videotex ook al snel kennis van alternatieven in de vorm van BBS systemen in de eigen en aangrenzende regio en schakelden daarop over. Dit was vooral aantrekkelijk vanwege de lagere (lokale) telefoontarieven. Deze BBS-systemen, ondanks hun gemis aan een grafische interface, boden bovendien al aanmerkelijk meer faciliteiten dan videotex (nog voor de beschikbaarheid van internet voor consumenten). Door de afwezigheid van de grafische voorstelling, werd dit alternatief juist door eindgebruikers als sneller ervaren. Grafische voorstellingen werden soms geëmuleerd door gebruikt van ansi en ascii art.

Na een vrij korte periode van redelijk succes, onder meer door tv-reclames  en doordat de software voor Videotex vaak bij in Nederland verkochte modems werd meegeleverd, betekende de snelle opkomst van internet en het World Wide Web het einde van zowel het netwerk van VTN alsook het protocol zelf. De grafische mogelijkheden van het web waren veel geavanceerder dan videotex en inbellen op internet was meestal goedkoper dan dat bij VTN het geval was. En na de komst van de always on mogelijkheden van breedband internet verdween de belangstelling volledig en werd de dienst in 1997 opgeheven.
Het bedrijf VTN is door KPN nog wel een aantal jaren gebruikt als moederbedrijf van internetproviders zoals Planet Internet en HetNet. De naam Videotex Nederland verdween toen in 1999 het bedrijf werd omgedoopt in Planet Media Groep.